# Trechinotus nespori
Trechinotus nespori är en svampart som tillhör divisionen basidiesvampar, och som först beskrevs av Bres.. Trechinotus nespori ingår i släktet Trechinotus, och familjen Xenasmataceae. Arten är reproducerande i Sverige.